# 伊達宗規 (宮床伊達家)
伊達 宗規（だて むねのり）は、江戸時代後期の陸奥国仙台藩一門第七席・宮床伊達家8代当主。

## 生涯
安永8年（1779年）3月11日、7代当主・伊達村烈の次男として宮床館にて誕生。幼名は大四郎。
享和元年（1801年）8月28日、兄・村義の死去により家督相続し宮床邑主となる。仙台藩主・伊達周宗から偏諱を賜って宗規と名乗る。文化10年（1813年）、宮床の所領において、商売を行う下町がなく、日用品の購買に不自由するとの理由で、荒物小物1戸50集、八百屋1戸、酒1戸の商売の許可を本藩に求め許可される。文政元年（1818年）11月28日、隠居して家督を嫡男・宗賢に譲る。
天保15年（1844年）7月19日、死去。享年66。

## 系譜
- 父：伊達村烈
- 母：伊達村通娘
- 正室：石川村文の娘
- 生母不明の子女
  - 長男：伊達宗賢（1802-1864）